# Baryon delta

Baryonový dekuplet

Baryon delta (Δ) je částicí složenou pouze z kvarků d a u v takové kombinaci, že celkový izospin je 3/2.
Jako každý baryon je i baryon Δ složen ze tří kvarků, jde tedy opět o fermion.
Vyskytuje se ve čtyřech variantách, lišících se elektrickým nábojem a kvarkovým složením:
- Δ++ = u+u+u
- Δ+ = u+u+d
- Δ0 = u+d+d
- Δ− = d+d+d

Všechny baryony Δ jsou nestabilní a rozpadají se prostřednictvím silné interakce – jedná se tedy o baryonové rezonance.

## Baryon Δ(1232)
Baryonem Δ s nejnižší klidovou hmotností je baryonová rezonance Δ(1232). Tato rezonance má spin a paritu {\displaystyle J^{P}={\tfrac {3}{2}}^{+}}.
Jedná se o relativně lehký baryon s klidovou hmotností přibližně 1,232 MeV/c². Téměř ve 100 % případů se rozpadá na baryon N a mezon π.

## Další objevené rezonance
Mezi další objevené rezonance baryonu Δ patří:
- Δ(1600) {\displaystyle J^{P}={\tfrac {3}{2}}^{+}}
- Δ(1620) {\displaystyle J^{P}={\tfrac {1}{2}}^{-}}
- Δ(1700) {\displaystyle J^{P}={\tfrac {3}{2}}^{-}}
- Δ(1905) {\displaystyle J^{P}={\tfrac {5}{2}}^{+}}
- Δ(1910) {\displaystyle J^{P}={\tfrac {1}{2}}^{+}}
- Δ(1920) {\displaystyle J^{P}={\tfrac {3}{2}}^{+}}
- Δ(1930) {\displaystyle J^{P}={\tfrac {5}{2}}^{-}}
- Δ(1950) {\displaystyle J^{P}={\tfrac {7}{2}}^{+}}
- Δ(2420) {\displaystyle J^{P}={\tfrac {11}{2}}^{+}}